# Lilly Jankelowitz
Lilly Rosa Amalie Jankelowitz, Künstlername Lilly Jank, später verheiratete Wahl (7. Mai 1907 in Gera – 11. Oktober 1944 im KZ Ravensbrück) war eine deutsche Schauspielerin und Sängerin, die nach der Machtergreifung der Nationalsozialisten aus rassistischen Gründen zuerst ihren Beruf nicht mehr ausüben durfte, dann emigrieren musste, schließlich in Frankreich verhaftet und letztlich 1944 im Konzentrationslager ermordet wurde.

## Leben und Werk
Lilly Jankelowitz war die Tochter des Mediziners Adolf Jankelowitz (27. September 1869 in Neustadt bei Heydekrug (Ostpreußen) – 4. März 1917) und dessen Frau, Emma Blandine geborene Heilbronner (14. März 1879 in Ludwigshafen – 1958). Ihr Vater fiel im Ersten Weltkrieg. Tochter und Mutter übersiedelten einige Jahre nach Kriegsende, vermutlich 1925, nach Baden-Baden, wo sie in der Fremersbergstraße 119 wohnten. Es gibt keine Quellen über Lillys Schulausbildung. Ab 1927, vermutlich nach dem Abitur, studierte sie Gesang an der Staatlichen Musikschule Weimar. Ab 1928 absolvierte sie ihre Ausbildung als Opernsängerin und Operettensoubrette an der Karlsruher Theaterakademie, eine soeben neugegründete Ausbildungseinrichtung, die Theorie und Praxis – durch enge Kooperation mit dem Badischen Staatstheater – zu vereinbaren trachtete.

### Vielversprechende Laufbahn
Die praxisnahe Ausbildung eröffnete Lilly Jank, wie sie sich als Sängerin nunmehr nannte, bereits ab 1928 Auftritte im Badischen Staatstheater von Karlsruhe. Sie konnte so praktische Erfahrungen auf der Bühne sammeln und sich mit dem Ensemble vertraut machen. In ihrer ersten Spielzeit verkörperte sie in einer Operette von Ernst Krenek ein Stubenmädchen und in der Fledermaus von Johann Strauß die Tänzerin Natalie und den Geist des Prinzen Orlofsky. In ihrer zweiten Saison – 1929/30 – war sie bereits in 14 Inszenierungen von Oper, Operette und Schauspiel verpflichtet. Sie sang unter anderem kleinere Rollen in Wagner- und Weber-Opern, war die Wally in Tausend und eine Nacht von Johann Strauß und die Spelunken-Jenny in der Dreigroschenoper von Brecht und Weill.
1930 wurde Lilly Jank vom Badischen Staatstheater fest angestellt, mit einer Monatsgage von 350 Reichsmark, und es wurden ihr zunehmend größere Rollen anvertraut. Sie sang und spielte in drei Operetten von Ralph Benatzky, übernahm das Hannchen in Künnekes Vetter aus Dingsda und die Hofsängerin Demoiselle Giuditta Grisi in der Schubert-Collage Das Dreimäderlhaus. Die Presse war voll des Lobes für den „hübsche[n] Backfisch“, der „als lispelndes Klärchen Heinzelmann ihm [dem Staatsschauspieler und Publikumsliebling Hermann Brand] eine passende Partnerin war“ und „[w]eit mehr als die Rolle eigentlich verlangt, gab“.
Cornelie Hornung subsumiert: „Diese Theaterkritiken verdeutlichen die Begabung der damals etwa 25-jährigen Sängerin und Schauspielerin Lilly Jank am Beginn ihrer hoffnungsvollen Theaterlaufbahn. Darauf lassen auch die späteren Aussagen der etwa gleichaltrigen Karlsruher Opernsängerin, der Kammersängerin Emmy Seiberlich, der Schauspielerin Lola Ervig und des Schauspielers Hermann Brand schließen. Einhellig nennen sie Lilly Jank auch eine sehr beliebte Kollegin.“

### Entlassung, Emigration, Heirat
Im März 1933, unmittelbar nach der Machtübernahme der Nationalsozialisten in Deutschland, wurde Lilly Jank jäh „von der Bühne verbannt“. Die sozialdemokratische Zeitung „Volksfreund“ berichtete am 16. März von der Entlassung von Intendant, Kapellmeister, Solorepetitor, Ausstattungsleiter und sieben Ensemblemitgliedern, darunter Lilly Jank. Das nationalsozialistische Pendant „Führer“ triumphierte mit drohendem Unterton: „Damit ist nur der erste Vorstoß gegen den jüdischen Ungeist und die Riesengagen am Landestheater vorgenommen. Weitere Maßnahmen werden folgen.“
Auch der Vertrag von Emmy Seiberlich, bei der Lilly Jank eine Zeit lang als Untermieterin gewohnt hatte und die den Nazis als „Judenfreundin und Judenprotegée“ galt, wurde nicht verlängert. Lilly Jankelowitz verließ schließlich Karlsruhe und wohnte ab Anfang 1934 in einem Mädchenheim in Straßburg. Dort arbeitete sie als Sprechstundenhilfe bei dem jüdischen Arzt Viktor Wahl (1899 in Worms – 1944 unbekannten Ortes). Laut Wiedergutmachungsakten soll sie in den Jahren 1935 und 1936 ohne Beschäftigung gewesen sein. Im Januar 1936 hielt sie sich in Zürich auf und gab dort an, ihre Ausreise nach Palästina vorzubereiten. Ihre Freundin und frühere Kollegin Emmy Seiberlich, die inzwischen nach Kanada ausgewandert war, bemühte sich um eine Einreiseerlaubnis, doch Lilly Jankelowitz entschied sich in Europa zu bleiben. Am 19. März 1936 heiratete sie Viktor Wahl und wohnte danach gemeinsam mit ihm in Straßburg. Am 31. Dezember 1936 kam das einzige Kind des Ehepaares, Sohn Joseph Marius Silvio, zur Welt.
Nach dem deutschen Überfall auf Polen und dem Beginn des dadurch ausgelösten Zweiten Weltkrieges wollte das Ehepaar sich und den kleinen Sohn in Sicherheit bringen. Die Wahls flüchteten nach Süden, in den Kur- und Badeort Vichy in der Auvergne. Victor Wahl praktizierte in Vichy als Facharzt für Magen-Darm-Erkrankungen, seine Frau konnte kein Engagement finden und unterstützte ihren Mann in seiner Praxis. Ebenfalls nach Vichy flüchtete die Mutter von Viktor Wahl, Henriette Wahl, geb. Baum (2. März 1868 – 1944 im KZ Ravensbrück). Viktor Wahl soll der Résistance nahegestanden sein. Sohn Silvio berichtete später, dass sein Vater auf dem Dachboden einen Radioapparat versteckt hielt und damit heimlich Sendungen der BBC hörte.

### Deportation und Ermordung
Nach dem Sieg im sogenannten Blitzkrieg im Sommer 1940 etablierten die deutschen Besatzer in Vichy eine Marionettenregierung für die unbesetzten Teile Frankreichs. Die in Frankreich lebenden Juden waren zunehmend gefährdet, auch im Vichy-Frankreich. Ab Juli 1942 wurden auch Kinder und Alte zu sogenannten Arbeitseinsätzen über das Sammellager Drancy nördlich von Paris in Richtung Auschwitz abtransportiert und im Jahr darauf durchkämmte das Sonderkommando Alois Brunner auch den unbesetzten Süden Frankreichs systematisch nach versteckten Juden. Die Familie Wahl lebte jahrelang in ständiger Furcht, gefasst und verschleppt zu werden.
Emma Jankelowitz, die Mutter der Sängerin, wurde bereits am 22. Oktober 1940 von ihrem Wohnort Baden-Baden – gemeinsam mit Tausenden badischen und saar-pfälzischen Juden – von den Nationalsozialisten ins Lager Gurs verschleppt. Auf Grund ihres Alters wurde sie jedoch in ein Altenheim entlassen, gelangte schließlich nach Nizza und überlebte mit Glück die Zeit der Deportationen nach Auschwitz bis zur Befreiung Frankreichs durch die Alliierten.
Am 22. Juni 1944, zwei Wochen nach der Landung der Alliierten in der Normandie und zwei Tage nach der Flucht der Vichy-Kollaborateure ins baden-württembergische Sigmaringen, wurde die Familie Wahl, mitsamt dem nunmehr 7-jährigen Sohn und der betagten Mutter Victor Wahls, von französischen Milizionären festgenommen und ins Gefängnis von Moulins verbracht. Es folgte die Deportation nach Deutschland. Viktor Wahl kam nach Ohrdruf, einer Außenstelle des KZ Buchenwald, wo sich seine Spur verlor. Er überlebte das NS-Regime nicht. Lilly Wahl, ihr Sohn und ihre Schwiegermutter wurden zuerst ins KZ Bergen-Belsen verschleppt und kurz darauf nach Ravensbrück. Im Oktober 1944 wurden die zwei Frauen ums Leben gebracht, der Sohn überlebte die Gräuel des Konzentrationslagers.

### Schicksal des Sohnes
Nach dem Zusammenbruch des NS-Regimes und der Befreiung der Überlebenden aus den Konzentrationslagern wurde ihr Sohn Silvio Wahl, damals 9 Jahre alt und nach der KZ-Haft physisch und psychisch schwer erkrankt, nunmehr Vollwaise, im Auftrag der französischen Regierung in seine Heimat überführt. Nach seiner Rekonvaleszenz in einem Sanatorium im schweizerischen Adelboden konnte der Junge in einem Internat in Ribeauvillé im Elsass die Schule abschließen. Inzwischen hatte seine Großmutter mütterlicherseits von Nizza aus über den Suchdienst des Roten Kreuzes seinen Aufenthaltsort herausfinden können. Sie nahm sich eine Wohnung in Ribeauvillé und kümmerte sich um ihren Enkelsohn. Sie verstarb 1958. Silvio Wahl wurde von der französischen Nation adoptiert und absolvierte nach dem Abitur mit Unterstützung des französischen Staates ein Studium an der Ecole Nationale d’Optique in Morez im Département Jura. Nach Abschluss seiner Studien emigrierte er in die Vereinigten Staaten, wo er am 20. Mai 1972 Geneviève Wengen ehelichte.
Im September 2009 lebte er mit seiner Ehefrau im Ruhestand in Paris.

## Rollen (Auswahl)
| Benatzky: - Leonie de Castro in Die drei Musketiere - Klärchen in Im weißen Rößl - Edith in Zur Goldenen Liebe Kollo: - Titelpartie in Olly-Polly Künneke: - Hannchen in Der Vetter aus Dingsda Schubert: - Hofsängerin Demoiselle Giuditta Grisi in Das Dreimäderlhaus |  | Johann Strauß: - Tänzerin Natalie und Geist des Prinzen Orlowsky in Die Fledermaus - Wally in der Operette Tausend und eine Nacht Wagner: - Edelknappe in Lohengrin Weber - Brautjungfer in Der Freischütz Brecht/Weill: - Spelunken-Jenny in Die Dreigroschenoper |

## Gedenken

### Stolperstein

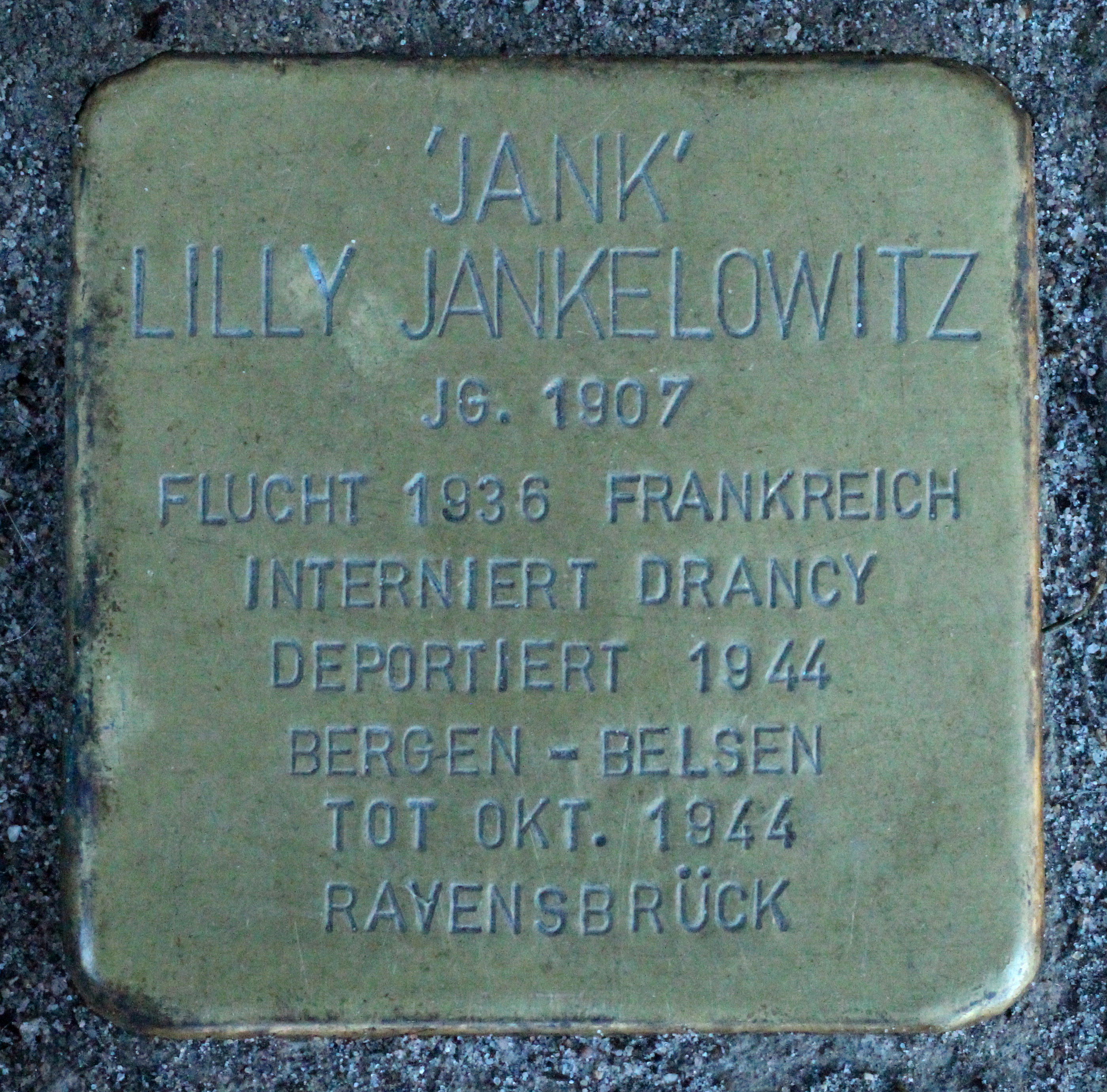
Stolperstein für Lilly Jankelowitz

Am 10. November 2013 verlegte der Kölner Künstler Gunter Demnig einen Stolperstein zum Gedenken an Lilly Jankelowitz vor dem Badischen Staatstheater in der Baumeisterstraße 11 in Karlsruhe. Er trägt folgende Inschrift:
| 'JANK' LILLY JANKELOWITZ JG. 1907 FLUCHT 1936 FRANKREICH INTERNIERT DRANCY DEPORTIERT 1944 BERGEN-BELSEN TOT OKT. 1944 RAVENSBRÜCK |

### Stolpersteine Staatstheater
2015 brachte Autor und Regisseur Hans-Werner Kroesinger, gemeinsam mit Regine Dura, am Badischen Staatstheater sein Stück Stolpersteine Staatstheater zur Uraufführung. In diesem Stück spielt der Lebensweg von Lilly Jankelowitz eine zentrale Rolle und wird mittels Originaldokumenten und Zeitungsausschnitten präzise nachgezeichnet. Cornelie Ueding beschrieb im Deutschlandfunk die Aufführung, die 2016 zum Berliner Theatertreffen eingeladen wurde, wie folgt:

„Mit zäher Präzision rekonstruiert das Team um Regisseur Hans-Werner Kroesinger und Regine Dura den weiteren Verlauf in Originalzitaten: wie jemand aus dem Spielplan verschwand, wie aus kleinen Schikanen immer größere wurden, schließlich die Nichtverlängerung, Exil, ‚geschnappt‘ werden … Endstation Auschwitz oder Ravensbrück. Das Ganze mitten in einem Rausch kollektiver Ergriffenheit, Aufbruchswillen, Opportunismus, aufgeblähter Wichtigtuerei und Blockwarts-Mentalität. Immer in Form bürokratischer Verbindlichkeit bis hin zum Behördenschreiben betreffs ‚Abwanderung‘, das rechtsverbindliche Forderungen enthält: Man habe in aller Ruhe die Vorbereitungen zu treffen, die richtigen Dinge mitzunehmen und dürfe vor allem das Geld für die Fahrkarte zum ‚Zielort‘ nicht vergessen.“